# Pycna
Pycna es un género de cigarras de África y Asia.

## Especies
- Pycna coelestia Distant, 1904
- Pycna repanda
- Pycna semiclara (Germar, 1834)
- Pycna sylvia Distant, 1899 (Sinónimo de Platypleura sylvia)
- Pycna verna Hayashi, 1982[2]